# Stenophis
Stenophis var ett släkte av ormar. Stenophis listades enligt Catalogue of Life i familjen snokar och enligt avhandlingen Herpetology från 2001 i familjen Lamprophiidae.
Alla arter som ingick flyttades till andra släkten.
Arter som ingick enligt Catalogue of Life och det vetenskapliga namnet efter flytten enligt The Reptile Database:
- Stenophis arctifasciatus - Phisalixella arctifasciata
- Stenophis betsileanus - Parastenophis betsileanus
- Stenophis carleti - Lycodryas carleti
- Stenophis citrinus - Lycodryas citrinus
- Stenophis gaimardi - Lycodryas gaimardi
- Stenophis granuliceps - Lycodryas granuliceps
- Stenophis guentheri - Lycodryas guentheri
- Stenophis iarakaensis - synonym till Phisalixella arctifasciata
- Stenophis inopinae - Lycodryas inopinae
- Stenophis inornatus - Lycodryas inornatus
- Stenophis pseudogranuliceps - Lycodryas pseudogranuliceps
- Stenophis variabilis - Phisalixella variabilis

De listade arterna klättrar i träd och är sällan längre än 1 meter. Hos några arter lägger honor ägg och hos andra arter föder de levande ungar (vivipari).